# 674

## Догађаји
- Опсада Константинопоља: Арапска флота улази у Мраморно море и појављује се испред јужних зидина Константинопоља, у покушају да блокира византијску престоницу.
- Април – Муслиманска експедициона снага се искрцава на тракијску обалу (близу Хебдомона) и поставља опсаду масивних Теодосијевих зидина, на копненој страни на западу.
- Абу Ајуб ал-Ансари, Мухамедов пратилац и заставоноша, убијен је током првог покушаја опсаде града .
- Арапске снаге под командом Језида (сина халифе Муавије I) повлаче се у Кизик (Турска). Следеће 4 године арапска флота поставља лабаву блокаду око Цариграда.
- Муслимани-Арапи упадају на Крит, убијајући и поробљавајући многе војнике.
- Краљ Егфрит од Нортумбрије побеђује коалицију коју предводе Мерсијанци. Он припаја област Линдзи (Линколншир).
- У Кореји, Анапји је изграђен по наређењу краља Мунмуа од Силе.
- У Јапану, принцеза Оку наставља у Исе Јингу.
- Етелтрит, бивша краљица Нортумбрије, даје велике површине земље бискупу Вилфриду да оснује опатију Хексам.
- Манастир Монквермут је основао Бенедикт епископ у Нортамбрији.
- Први стаклени прозори постављени су у енглеским црквама.